# Tur‘at al Ibrāhīmīyah
Tur‘at al Ibrāhīmīyah är en kanal i Egypten.   Den ligger i guvernementet Asyut, i den centrala delen av landet, 300 km söder om huvudstaden Kairo.